# Distant Satellites
Distant Satellites is het tiende studioalbum van de Britse rockband Anathema. Het album is op 4 juni 2014 uitgegeven bij het platenlabel Kscope.

## Achtergrond
Het album is in de Cederberg Studios in Oslo opgenomen met producent Christer-André Cederberg. Vanwege gezondheidsklachten van Cederberg zijn enkele nummers gemixt door Steven Wilson.

## Ontvangst
Distant Satellites werd goed ontvangen door de muziekpers. Op Metacritic werd een score van 80 uit 100 toegekend aan het album. De Britse krant The Guardian kende vijf sterren (de maximumscore) toe. In de album-jaarlijst van Metal Hammer van 2014 stond Distant Satellites op de negende plaats.

## Nummers
Alle nummers zijn door Daniel Cavanagh geschreven, tenzij anders aangegeven.
| 1.                 | The Lost Song, Part 1     |                                                   | 5:53 |
| 2.                 | The Lost Song, Part 2     |                                                   | 5:47 |
| 3.                 | Dusk (Dark Is Descending) | D. Cavanagh, V. Cavanagh                          | 5:59 |
| 4.                 | Ariel                     |                                                   | 6:28 |
| 5.                 | The Lost Song, Part 3     |                                                   | 5:21 |
| 6.                 | Anathema                  |                                                   | 6:40 |
| 7.                 | You're Not Alone          | D. Cavanagh, J. Cavanagh, J. Douglas, V. Cavanagh | 3:26 |
| 8.                 | Firelight                 |                                                   | 2:42 |
| 9.                 | Distant Satellites        | J. Douglas, V. Cavanagh                           | 8:17 |
| 10.                | Take Shelter              |                                                   | 6:07 |
| Totale duur: 56:40 |                           |                                                   |      |

## Medewerkers
- Vincent Cavanagh – zang, gitaren, basgitaar, keyboards, programmering
- John Douglas – elektronische drums, percussie, keyboards, programmering
- Daniel Cavanagh – zang, gitaren, basgitaar, keyboards, piano
- Lee Douglas – zang, achtergrondzang
- Jamie Cavanagh – basgitaar
- Daniel Cardoso – drums
- Christer-André Cederberg – productie, mixage